# Ivan Secenov
Ivan Secenov (rusă Ива́н Миха́йлович Се́ченов) (n. 1/13 august 1829, Tioplîi Stan⁠(d), Kurmyshsky Uyezd⁠(d), Simbirsk Governorate⁠(d), Rusia – d. 2/15 noiembrie 1905, Moscova, Imperiul Rus) a fost un fiziolog rus cu contribuții neurofiziologice, considerat părintele fiziologiei ruse, autor al celebrei opere Reflexele creierului. A formulat o ecuație care redă efectul electroliților dizolvați asupra solubilității gazelor.